# Aston Martin 1½-Litre Sports
La 1½-Litre Sports è un'autovettura prodotta dalla Aston Martin dal 1927 al 1929. È stato il primo modello a portare il marchio "Aston Martin". Le vetture antenate erano infatti commercializzate con la precedente denominazione dell'azienda, Bamford & Martin. Il modello è conosciuto anche come S-type.
La 1½-Litre Sports aveva installato un motore a quattro cilindri in linea da 1.495 cm³ di cilindrata che erogava 56 bhp.